# Diecezja Byumba
Diecezja Byumba (łac. Dioecesis Byumbanus, ang. Diocese of Byumba) – rzymskokatolicka diecezja ze stolicą w Byumba, w Rwandzie. Jest sufraganią archidiecezji kigalijskiej. 

## Historia
Diecezja powstała w 1981 roku mocą decyzji papieża Jana Pawła II.

## Główne świątynie
- Katedra: Katedra Niepokalanego Serca Najświętszej Maryi Panny w Byumbie

## Biskupi diecezjalni
- Joseph Ruzindana (1981–1994)
- Servilien Nzakamwita (1996–2022)
- Papias Musengamana (od 2022)